# Петльовден
Петльовден е български народен празник, обичай с регионално разпространение. Празнува се на 20 януари (стар стил) или на 2 февруари (нов стил).
Чества се главно в източнобългарската етническа територия – от Одринско и Лозенградско, до Добруджа.
Приеман е като мъжки празник за стимулиране на плодовитостта на момчетата (за засилване на оплодителната им способност); на някои места е разглеждан и като мъжки аналог на обичая Бабинден, а според някои изследователи е наследник на древен езически славянски празник в чест на лова и пчеларството, на който се приема новата генерация ловци.

## Името на празника
Празникът е познат под различни имена, образувани на основата на:
- съвпадането на датата на неговото честване с датата на християнския празник, почитащ паметта на св. Евтимий Търновски – самото название Евтимовден почти не е регистрирано за сметка на неговите производни: Евтимя (Котел); Ихтим, Ихтимя, Хетим с. Голица); Ихтиман (Карнобат и околните села), Евтимиювден и подобни (селата Риш, Александрово, Веселиново, Богданово, Жребино и др.)
- присъствието на обреди, свързани с петлите (мъжките кокошки) – името Петльовден се употребява главно в селата Голица, Венелин, Генерал Кантарджиево, Кичево и др.). В Карнобатско е познат и като Петеларовден; Петлешковден – в някои бургаски села (Присад, Зидарово); Петелковден (Падина и др., Варненско); Петловден (Котел и околните села). Някъде (селата Деветак, Деветинци, Железник и др.) празникът е наричан и Св. Черна, тъй като там се коли задължително черен петел.

В Котленско и Карнобатско е наричан с имена, производни на името Евтимий, докато във Варненско и т. нар. вайковски села (Голица, Козичино и др.) – с тези на Петльовден.

## Варианти на обичая
Според теренните наблюдения на изпълнявания в българската територия обичай, той може да се раздели на 2 варианта, които имат известни отлики един от друг. Единият е условно нареченият Котленско-Карнобатски вариант (изпълняван в посочените области, както и в някои части на Североизточна България, Добруджа и др.), а другият – Вайковски вариант (отново условно наименование), изпълняван в селата населени с т. нар. ваяци (вайковци).

### Котленско-Карнобатски вариант
Преди празника къщата се почиства и измазва (подобрява се издръжливостта на стените й - например с помощта на кал), а хората се обличат в нови или празнични дрехи. 
На самия празник се заколва петел, отглеждан специално с тази цел или специално закупен от тържището (от пазара). Коленето става или много рано сутринта, или вечерта. Обикновено жертвеното животно е заколвано на прага на дворните врати (двери; "врата" се употребява и като форма за множествено число, в случай че всъщност са 2 врати, закрепени на срещулежащи панти, на рамката на портата), но има случаи, когато се коли и на къщния праг. 
В Котленските и Карнобатските села изискването е петелът да бъде заколен от млад мъж (понякога бащата), но се предпочита момчето само да заколи петела. По-късно на малкото момче само се дава да пипне ножа, с който птицата е принесена в жертва. На някои места коленето се изпълнява от майката или бабата в къщата (Стралджа, Аспарухово и др.). Гледа се с кръвта на петела да се опръска вратата (къщната или дворната), плета (оградата) и пространството пред прага. 
Главата на петела с околовратната перушина се забива на портата или дворната ограда с човката навън. С кръвта от птицата се мазват/мацват лицата на малките момчета, както и вратите и праговете на всички постройки.
След заколването на петела, той се сварява на курбан, с който жените ходят и раздават („подават“) по съседи и роднини. Петелът се приготвя различно – с ориз, с булгур или друга добавка; задължителното да е сварен. Някъде (с. Чубра, с. Градец) се приготвя яхния с лук. Освен курбана от петела, жените замесват и изпичат специална пита, с която също „подават“ за здраве и плодовитост. Някъде (с. Кълново) в къща с момче се „подава“ от бутчетата на петела, а в такава с момиче – от крилата. Този вид черпня въобще се смята за особено важен и задължителен, дотолкова че "нищо не бива да го спре" – по разказ от с. Скала, млада булка загинала в снежна виелица, защото отишла да „подава“.
В миналото през целия ден на празника не се работи, а на някои места жените се събират на веселба. В гр. Търговище е отслужвана и църковна служба в чест на празника и за здраве на децата.

### Вайковски вариант
Обичаят, който се изпълнява сред вайковците (селата Голица, Козичино, Солник, Добри дол и др.) прилича на гореописания, но традиционно е свързван с Бабинден.
Преди празника къщата се почиства, измита и белосва (боядисва се в бяло); хората (най-вече жените) се пременяват в празнични дрехи, изваждат се старинните носии, често се обличат булчинските премяни (младоженското облекло на жените). 
Петелът за жертвоприношението обикновено е пъстър и се отглежда още от лятото или есента, именно с тази цел. 
Задължително е приготвянето на свещ, с която се отива при така наречената баба, т.е. основната, а понякога и единствената извършителка на бабуването/акуширането, която е централната фигура на празненствата на Бабинден, също за нея се приготвят се, за да я закичват с тях, и малки валма от вълна („къделки“), които също се носят на бабата (това е въобще акушерката, отговорна за грижите за родилките и новородените наоколо - в по-нови времена, в този смисъл, понятието може да се разшири и до гинеколозите и педиатрите, които също имат известно участие в съпътстващите медицински дейности; в по-стари времена това е била най-често местна лекарка или природна лечителка или опитна, често много-раждала или присъствала/помагала при много раждания жена, поради което е наричана и "баба", въпреки че в действителност не е задължително да е стара и да има внуци):
| „           | Петловден кат Бабинден, ама са коли петел и на бабата са носи къделькя | “ |
| с. Козичино |                                                                        |   |

В с. Козичино за празника се прави и петльовденско знаме („байряк“) от чимшир, украсен с пера от петльова опашка, червен конец и цветя.
Когато се съберат у бабата, тя забучва свещ на своята пита (жените правят същото) и прекадява събралата се трапеза и жените под полите (омагьосва утробите и слабините им), за да имат мъжки рожби. След това жените започват да си „подават“ една на друга, тоест са се черпят помежду си, с което всъщност започва празничната трапеза, съпроводена с много шеги и смях. Пеят се специални песни (които както и шегите са с явно еротичен подтекст) и се играят хора до късно вечер. Вече в по-късно време жените се събират с мъжете в кръчмата (или в ресторанта), където завършват празника.